# Sabine Schicketanz
Sabine Schicketanz (* 1977 in West-Berlin) ist eine deutsche Journalistin und Chefredakteurin der Potsdamer Neuesten Nachrichten.

## Werdegang
Schicketanz wuchs in Berlin auf. Ihre elfte Klasse verbrachte sie als Stipendiatin in den USA. Nach ihrem Abitur 1996 war Schicketanz ab Februar 1997 als freie Journalistin unter anderem für die Potsdamer Neueste Nachrichten (PNN), den Tagesspiegel, die Lausitzer Rundschau, die Bild-Zeitung und eine Sportphotoagentur tätig. 1998/1999 besuchte sie die Deutsche Journalistenschule in München, kehrte jedoch vorfristig nach Potsdam zurück. Von März 1999 bis März 2001 absolvierte Schicketanz ein Volontariat bei den PNN. Von April 2001 an schrieb sie als Redakteurin für das Lokalressort der PNN, 2005 wurde ihr die Leitung des Ressorts übertragen. Im Juli 2014 wurde Schicketanz zur Chefredakteurin der PNN berufen. Für das M100 Sanssouci Colloquium fungiert Schicketanz als Beirätin.
Schicketanz ist Mutter zweier Töchter und lebt in Potsdam.